# Nafeesa Shayeq
Nafeesa Shayeq foi uma feminista afegã. Ela pertencia à geração de mulheres pioneiras que alcançaram cargos públicos na sociedade afegã após as reformas de Mohammed Daoud Khan.
Ela foi a primeira editora da revista Mirmon (ou seja, Mulher). Foi Directora do Centro de Publicidade e Promoção do instituto Muassasa-i Khayriyya-i Zanan de 1976 a 1978, bem como Directora do Bem-Estar da Mulher no Centro de Desenvolvimento Rural.